# Werner Löwisch
Werner Löwisch (* 22. Februar 1894 in Eisenach; † 6. Juni 1971 in Neuenburg) war ein deutscher Vizeadmiral der Kriegsmarine und Marineattaché.

## Karriere

### Kaiserliche Marine und Erster Weltkrieg
Löwisch trat am 1. April 1912 als Seekadett in die Kaiserliche Marine (Crew 12) ein. Er absolvierte die Grundausbildung und anschließend die Basisausbildung bis zum 31. März 1913 auf dem als Schulschiff genutzten Großen Kreuzer Hansa. Am 12. April 1913 wurde er zum Fähnrich zur See ernannt. Daraufhin kam er zur weiteren Ausbildung an die Marineschule in Flensburg-Mürwik und absolvierte ab dem 1. April 1914 spezielle Kurse in Artillerie-, Infanterie- und Torpedowesen. Die Schulungen wurden durch den Ausbruch des Ersten Weltkriegs abgebrochen und Löwisch versah ab dem 2. August 1914 Dienst auf dem als Aufklärungsschiff in der Ostsee eingesetzten Großen Kreuzer Roon. Am 22. März 1915 wurde er zum Leutnant zur See befördert. Anschließend wurde er ab dem 27. Januar 1916 auf dem Linienschiff Preußen eingesetzt. Ab dem 3. September 1916 nahm er am U-Boottraining an der U-Bootschule in Neustadt in Holstein teil und wurde zur Verfügung der II. U-Flottille gestellt. Ab dem 28. Dezember 1916 wurde Löwisch dann als Wachoffizier auf das U-Boot U 24 der III. U-Flottille kommandiert. Ab dem 28. Oktober 1917 diente er auf U 4, einem Boot der U-Boot-Schule und ab dem 5. Dezember 1917 schließlich auf U 108 der IV. U-Flottille, jeweils ebenfalls als Wachoffizier. Am 25. Dezember 1917 erfolgte die Beförderung zum Oberleutnant. Auf U 108 blieb Löwisch bis über das Kriegsende hinaus.

### Reichsmarine und Kriegsmarine
Nach Ende des Krieges wurde Löwisch zunächst ab dem 21. November 1918 zur Verfügung der IV. U-Flottille gestellt, später zur Verfügung der Inspektion der U-Boote gestellt. Anschließend war er ab dem 26. Januar 1919 erneut Wachoffizier, zunächst bei der 7. Torpedo-Halbflottille, vom 1. März 1919 bis zum 15. Juni 1919 dann auf dem Torpedoboot T 158, das zu der Zeit der 1. Minensuch-Halbflottille der Ostsee zugeteilt war. Anschließend kommandierte er bis zum 13. Juli 1920 dieses Boot, wurde danach zur Verfügung des Kommandeurs der Ostseestreitkräfte gestellt und dem Schiffskader der III. Flottille zugeteilt. Ab dem 23. August 1920 führte er zunächst eine Einheit der 6. Halbflottille, später der 5. Halbflottille und absolvierte anschließend einen Kurs zum Vermessungsoffizier auf dem Vermessungsschiff Panther. Ab dem 1. April 1922 diente Löwisch dann als Wach-, Navigations- und Vermessungsoffizier auf dem Schiff und wurde dort am 1. Juni 1922 zum Kapitänleutnant befördert. Anschließend diente er ab dem 23. Juli 1925 als Adjutant des Chefs der Marineleitung Hans Zenker. In dieser Zeit war er mit zur Eindämmung des Schadens, der durch die Machenschaften des Chef der Seetransportaabteilung, Walter Lohmann entstanden war, eingesetzt. Als sich die Vorwürfe über schwarze Kassen, Zahlung von Bestechungsgeldern für Rüstungsaufträge immer weiter zuspitzten wechselte er am 28. September 1927 als Wachoffizier auf das Linienschiff Elsass. Vom 23. September 1929 bis zum 14. September 1931 war er Ausbilder an der Marineschule in Mürwik sowie dort bis zum 16. November 1930 auch Kompaniechef und wurde am 1. August 1930 zum Korvettenkapitän befördert. Danach war Löwisch ab dem 15. September 1931 Navigationsoffizier auf dem Linienschiff Schleswig-Holstein und wurde am 25. September 1934 zum 1. Admiralstabsoffizier in den Stab der Marinestation der Nordsee berufen. Vom 16. März bis zum 26. August 1936 war Löwisch außerdem stellvertretender Chef des Stabes dieser Marinestation. In dieser Dienststellung wurde er am 1. Oktober 1935 zum Fregattenkapitän und am 1. Februar 1937 zum Kapitän zur See befördert. Ab dem 2. Oktober 1937 übernahm Löwisch dann den Leichten Kreuzer Leipzig als Kommandant und war anschließend ab dem 3. April 1939 Marineattaché an der Deutschen Botschaft Rom. Am 13. und 14. Februar 1941 nahm er an einer Konferenz in Meran teil, auf der erstmals im Zweiten Weltkrieg führende Offiziere der Kriegsmarine mit dem Italienischen Admiralstab zusammentrafen, um sich über eine gemeinsame Seekriegsführung zu einigen. Am 1. April 1941 wurde Löwisch zum Konteradmiral befördert. Ab dem 14. September 1943 wurde Löwisch dann zur Verfügung des Deutschen Marinekommandos in Italien gestellt und ab dem 3. Oktober dem Marine-Verbindungsstab Kroatien zugeteilt. In dieser Dienststellung erfolgte am 1. Juli 1944 noch die Beförderung zum Vizeadmiral. Vom 4. bis zum 16. Juli 1944 war Löwisch dann als Vertretung für Vizeadmiral Joachim Lietzmann Kommandierender Admiral Adria, wurde dann im Anschluss zum Kommandeur des Deutschen Marinekommandos in Italien ernannt. Ab dem 1. Januar 1945 war er noch Oberbefehlshaber der Marine-Oberkommandos Süd. Am 2. Mai 1945 geriet Löwisch in alliierte Kriegsgefangenschaft, aus der er am 25. Juni 1947 entlassen wurde.